# Bazini (Einheit)
Bazini war ein Volumenmaß für trockene Waren (sog. Getreidemaß) auf der Insel Korsika.
- 1 Bazini = 8,44 Liter (errechn. aus Amsterdamer Last)

Die Maßkette war
- 1 Stajo (kors.) = 2 Mezini = 12 Bazini = 101,26 Liter
- 29 2/3 Stajo (kors.) = 1 Amsterdamer Last = 3003,912 Liter[1]

## Hinweis
Die angegebenen Zahlenwerte in Liter sind nicht belegt.